# Ігнатенко Ірина Василівна
Ірина Василівна Ігнатенко, до шлюбу Колодюк (нар. 26 травня 1980, м. Київ) — канд. істор. наук, доцент, етнолог, подкастерка та письменниця, яка широко висвітлює українську традиційну культуру в академічних та науково-популярних виданнях і подкастах.

#### Нагороди та відзнаки
- Авторський подкаст "Як ми кохалися" на радіо The Ukrainians, відзначено аудіопремією Слушно, як найкращий авторський подкаст 2021 р.[2]
- За висновком експертної комісії Всеукраїнського рейтингу «Книжка року», монографія «Жіноче тіло у традиційній культурі українців» увійшла до списку 10 найкращих книг 2013 року в номінації «Візитівка: Етнологія. Етнографія. Фольклор. Соціолінгвістика»[3]. Книга стала бестселером в Україні та видавалася чотири рази.
- Монографія «Народна медицина українців Середнього Полісся…» за версією Всеукраїнського рейтингу «Книжка року» увійшла до лідерів у номінації «Візитівка: Етнологія. Етнографія. Фольклор. Соціолінгвістика» (2014 р.)[4].
- У 2023 р., у видавництві «Віхола», вийшла її книга «Тіло. Секс. Шлюб. Історія інтимних стосунків в українських традиціях», яка стала одним із лідерів продажу під час ХІ Міжнародного Фестивалю «Книжковий Арсенал», у категорії «Нон-фікшн».
- Нагороджена відзнакою Національної спілки краєзнавців України за науковий внесок у вивчення культури України.

## Життєпис
Навчалася у Київському національному університеті імені Тараса Шевченка: студентка (1997—2002 рр.), аспірантка (2002—2005 рр.). У 2005 році, під дівочим прізвищем Колодюк, захистила дисертацію на тему: «Народна медицина у традиційній культурі українців Полісся (остання чверть XX — початок XXI століття)». Працювала у  КНУ спочатку на посаді асистента (2005—2011 рр.), а потім доцента (з 2011—2022 рр.) історичного факультету.
Наукові інтереси охоплюють традиційну та духовну культуру українців, насамперед народну медицину, родинну обрядовість, народну релігійність. Окремий науковий інтерес становлять дослідження жіночої тілесності та сексуальності у традиційній культурі українців.
Як етнолог-польовик, була учасницею багатьох історико-етнографічних експедицій по України. Серед них — організовані Державним науковим центром захисту культурної спадщини від техногенних катастроф у села Середнього (Чорнобильського) Полісся (2003—2006; 2011 рр.); Центром народної культури «Музей Івана Гончара» у села Південної України (2014 р.). Організовувала та керувала етнографічними експедиціями студентів історичного факультету до сіл Черкаської обл., (2007) та сіл Бахчисарайського р-ну АР Крим (2012 р.).
Дослідниця проходила наукові стажування у європейських університетах міст  Лінчепінгу (Швеція), Тюбінгену (Німеччина) та Копенгагену (Данія). Будучи публічною лекторкою, вона проводила відкриті лекції та презентації не лише по всій Україні, але й презентувала свої книги, ідеї та лекції у Швеції, Данії, Німеччині, Китаї, США, Польщі, Литві.
Ірина Ігнатенко має значний досвід участі у вітчизняних та міжнародних конференціях, публічних лекціях, проведенні різноманітних культурно-мистецьких заходів тощо. Зокрема, була співорганізаторкою та співмодераторкою фестивалів «Мистецьке коло» та «Історичне коло: історики та видавці — разом!». Є учасницею багатьох теле- та радіоефірів, фестивалів, форумів та інших заходів, присвячених висвітленням традицій українців.
Авторка понад 100 наукових, науково-популярних, навчально-методичних праць, публікацій з актуальних проблем української етнології.

## Ключові публікації
- Наукові монографії:
  - Жіноче тіло у традиційній культурі українців. – Київ: «Дуліби», 2013. – 228 с.  (ISBN 978-966-8910-63-0)    2-е вид. – Київ: «Дуліби», 2013. – 224 с.  (ISBN 978-966-8910-69-2)  3-тє вид. доп. і перероб. – Київ: «Інтелектуальна книга», 2014. –264 с.: іл. (Серія: «Етнологія для дорослих») ISBN 978-966-974-433-3  4-тє вид. доп. і перероб. – Харків: «КСД», 2014. –224 с.: іл. ISBN 9786171215238 Народна медицина українців Середнього Полісся: традиції та сучасність (на польових етнографічних матеріалах). – Кам’янець - Подільський: «Медобори-2006». – 2013. – 336 с. (ISBN 978-617-681-010-0)  – 2-е вид.Київ: «Інтелектуальна книга», 2015. – 336  с.: іл. ISBN 978-966-97443
  - Нон-фікшн книги: Тіло. Секс. Шлюб. Історія інтимних стосунків в українських традиціях. – Київ: «Віхола», 2023. – 256 с. ISBN 978-617-8257-41-5 Шлюбно-сімейні стосунки у традиційній культурі українців. - Харків: Клуб сімейного дозвілля, 2017. – 240 с.  Етнологія для народу: звичаї, обряди, вірування, свята українців. - Харків: КСД, 2016.- 320 с.  Народна медицина та магія українців.-  Харків: КСД, 2016. – 320 с.  Чоловіче тіло у традиційній культурі українців. - Харків: КСД, 2016. – 224 с.  Розділи у колективних книгах:
- Жіночі груди в традиційних уявленнях українців // Жіночі груди: пристрасть та біль/ колективна монографія під ред. канд. мед. наук. Павла Денищука. – Київ: Саммит-Книга, 2019. – сс. 200-212.  З дівчини – в жінку: обряд «комори» та символіка дівочої цноти в українському весільному ритуалі // Народна культура українців: життєвий цикл людини : історико-етнологічне дослідження у 5 т. / [наук. ред. М. Гримич] – К. : Дуліби, 2012. – Т. 3: Зрілість: Жіноцтво, жіноча субкультура . – 2012. – С. 192–202.  Жінка та її ненароджені діти: традиційні вірування й уявлення українців про контрацептиви та аборти // Народна культура українців: життєвий цикл людини : історико-етнологічне дослідження у 5 т. / [наук. ред. М. Гримич] – К. : Дуліби, 2012. – Т. 3: Зрілість: Жіноцтво, жіноча субкультура . – 2012. – С. 244–257.  Деякі аспекти антропології жіночого тіла в українській традиційній культурі // Народна культура українців: життєвий цикл людини : історико-етнологічне дослідження у 5 т. / [наук. ред. М. Гримич] – К. : Дуліби, 2010. – Т. 2: Молодь. Молодість. Молодіжна субкультура. – 2010. – С. 5–19.  Дошлюбне спілкування української молоді // Народна культура українців: життєвий цикл людини : історико-етнологічне дослідження у 5 т. / [наук. ред. М. Гримич] – К. : Дуліби, 2010. – Т. 2: Молодь. Молодість. Молодіжна субкультура. – 2010. – С. 40–55.  Народні ембріологічні уявлення українців // Народна культура українців: життєвий цикл людини : історико-етнологічне дослідження у 5 т. [ наук. ред. М.Гримич] – К. : Дуліби, 2008. – Т. 1: Діти. Дитинство. Дитяча субкультура. – С. 3–12.  Наукові статті: Жіноча гігієна: догляд за тілом, волоссям та обличчям у традиційній культурі українців середини ХІХ – поч. ХХ ст. // Етнічна історія народів Європи.  – Вип. 66.  – Київ: Унісерв, 2022, с.1–10A Woman’s Body and Sexuality in Traditional Ukrainian Culture // Вісник Київського національного університету імені Тараса Шевченка. Історія. - К., 2021. - № 150. - С.13 - 17.  З історії феміністичних досліджень жіночої тілесності та сексуальності а англомовних та європейських країнах // Вісник Київського національного університету імені Тараса Шевченка. – 2020. – № 146. – с. 16-19.  Молода вдова: тілесність та сексуальність самотньої жінки у традиційній культурі українців // Народознавчі зошити №4 (154), 2020, сс. 959-967.  Домашнє насильство в традиційній культурі українців // Народна творчість та етнологія. 2019. №2. С. 56-65.  Батьківство у традиційній культурі українців: україно-європейськи паралелі // Етнічна історія народів Європи. - 2019. - Вип. 58. - сс. 25-30.  Краса по-українськи: канони краси в українській традиційній культурі, або що означало бути красивою/им понад 200 років тому // Вісник Львівського університету. Серія історична. – Львів : ЛНУ імені Івана Франка, 2017. – Вип. 53. – С. 43-67.      Чоловіче тіло як вмістилище для духа-коханця («перелесника») // Вісник Львівського університету. Серія історична. – Львів : ЛНУ імені Івана Франка, 2016. – Вип. 52. – С. 246–258.      Створення людського тіла у традиційних віруваннях українців // Народознавчі зошити. –  № 1 (127). – Львів, 2016 (січень-лютий). – С. 38-42.